# 3. divisjon i fotboll för herrar
3. divisjon är Norges fjärde högsta division i fotboll för herrar. Inför 2017 års säsong minskades antalet lag till 84, och de 12 olika serierna blev 6. 